# Genzone
Genzone (lombardisch Gensón) ist eine Fraktion der italienischen Gemeinde Corteolona e Genzone in der Provinz Pavia, Region Lombardei.

## Geographie
Genzone liegt etwa 15,5 Kilometer östlich der Provinzhauptstadt Pavia an der Olona in der Pavese.

## Geschichte
Genzone war bis 2015 eine eigenständige Gemeinde und schloss sich am 1. Januar 2016 mit Corteolona zur neuen Gemeinde Corteolona e Genzone zusammen. Nachbargemeinden waren Copiano, Corteolona, Filighera und Gerenzago. In der Gemeinde wohnten zuletzt auf einer Fläche von 4 km² 353 Einwohner.